# Distrito electoral de Platte Valley (condado de Douglas, Nebraska)
Platte Valley (en inglés: Platte Valley Precinct) es un distrito electoral ubicado en el condado de Douglas en el estado estadounidense de Nebraska. En el Censo de 2010 tenía una población de 3079 habitantes y una densidad poblacional de 28,89 personas por km².

## Geografía
Platte Valley se encuentra ubicado en las coordenadas 41°21′0″N 96°21′19″O / 41.35000, -96.35528. Según la Oficina del Censo de los Estados Unidos, Platte Valley tiene una superficie total de 106.59 km², de la cual 98.58 km² corresponden a tierra firme y (7.51%) 8 km² es agua.

## Demografía
Según el censo de 2010, había 3079 personas residiendo en Platte Valley. La densidad de población era de 28,89 hab./km². De los 3079 habitantes, Platte Valley estaba compuesto por el 95.39% blancos, el 0.81% eran afroamericanos, el 0.42% eran amerindios, el 0.36% eran asiáticos, el 0% eran isleños del Pacífico, el 1.4% eran de otras razas y el 1.62% pertenecían a dos o más razas. Del total de la población el 4.03% eran hispanos o latinos de cualquier raza.